# Daniel's Point
Daniel's Point is een plaats en voormalige gemeente in de Canadese provincie Newfoundland en Labrador. De plaats bevindt zich in het zuidoosten van het eiland Newfoundland en maakt deel uit van de gemeente Trepassey.

## Geschiedenis
In 1960 kreeg Daniel's Point voor het eerst lokaal bestuur doordat de plaats door de provincie erkend werd als een gemeente met het statuut van local government community (LGC). Reeds in 1967 werd de LGC Daniel's Point opgeheven en ging de plaats deel uitmaken van de nieuw opgerichte gemeente Trepassey.

## Geografie
Daniel's Point is gelegen aan de zuidkust van Avalon, het grote zuidoostelijke schiereiland van Newfoundland. De plaats is meer bepaald gelegen bij het noordelijke uiteinde van Trepassey Harbour, een grote natuurlijke haven van de Trepassey Bay.
Daniel's Point is bereikbaar via de Southern Shore Highway (NL-10) en grenst in het oosten aan het eveneens tot Trepassey behorende gehucht Shoal Point. Naar het westen toe is de dichtstbij gelegen plaats Peter's River, dat op een rijafstand van 22 km ligt. Het dorp Trepassey, de hoofdplaats van de gemeente, ligt op een rijafstand van zo'n 5 km in oostelijke richting.
In het dorp begint een van de vier paden die het Wildernisreservaat Avalon doorkruisen, namelijk het 24 km lang pad richting Holyrood Pond.

## Demografie
Sinds het ontstaan van de fusiegemeente Trepassey in 1967 worden er geen aparte bevolkingdata meer voor Daniel's Point bijgehouden.
| Demografische ontwikkeling van Daniel's Point tussen 1921 en 1966 |
| ----------------------------------------------------------------- |
|                                                                   |
| Bron: 1921, 1935, 1945, 1951–1986                                 |